# 栗本丹洲
栗本 丹洲（くりもと たんしゅう）は、江戸時代後期の医師、本草学者。江戸幕府奥医師4代目栗本瑞見。製薬所掛、医学館講書。実父田村藍水の影響で本草学に通じ、数多くの図譜を残した。子孫に栗本鋤雲がいる。

## 生涯
宝暦6年（1756年）7月27日、江戸神田紺屋町に本草学者田村藍水の次男として生まれた。幼名は新次郎。安永7年（1778年）7月14日または15日、奥医師栗本昌友（3代目栗本瑞見）の婿養子となり、元格と称した。
天明元年（1781年）8月6日将軍徳川家治に御目見し、天明5年（1785年）12月15日奥医師見習となり、西城広敷で療治を行った。寛政元年（1789年）6月17日奥医師に進み、家治側室蓮光院を担当し、12月16日法眼に叙された。寛政3年（1791年）3月8日蓮光院が死去すると、4月27日寄合医師に降格したが、6月6日奥医師に復帰、14日家治養女種姫を担当した。寛政4年（1792年）4月19日奥医師、10月1日製薬所掛。
寛政5年（1793年）12月29日父昌友の家督を継ぎ、瑞見の号を襲名した。寛政6年（1794年）4月オランダ商館長ヘイスベルト・ヘンミーが医師ベルンハルト・ケルレルを伴い江戸参府をした際、対談した。寛政6年（1794年）10月6日医学館講書となった。この頃より本草学に本格的に取り組み、虫類を採集して実写、分類を続け、文化8年（1811年）『千虫譜』を完成させた。
天保元年（1830年）1月16日、幕医最高位の法印に叙せられ、瑞仙院と号した。
文政6年3月19日（1823年4月26日）、江戸滞在中のシーボルトを訪れ、『蟹蝦類写真』『魚類写真』を贈ったが、これらは西欧に持ち帰られ、ウィレム・デ・ハーンは『日本動物誌』甲殻類編に記載した内31種を『蟹蝦類写真』に拠っている。
天保4年（1833年）6月5日高齢のため辞職、天保5年（1834年）3月25日病死し、菩提寺日宗寺に葬られた。墓石には「故法印薬品鑑定瑞仙院楽我居士」とある。

## 『千虫譜』
『千虫譜』は、文化8（1811）年に完成したとされる日本初の虫類図譜である。上下2巻からなり紙数は240枚。虫類だけではなく哺乳類や爬虫類といった他分類の生物も記載されている。原本は失われているが、30点を超える転写本が残っている。

### 成立年代
文化8年の序があるためにこの年に完成したと位置づけられることが多いが、この後も丹洲が死去する前年に当たる1833年に至るまで内容が継ぎ足されていることから、厳密に言うと文化8年は完成年とは言えない。

### 内容の特徴
魚介類の図などは、丹洲のオリジナルではなく他図譜からの転写が多い。各転写本においては、図や説明文に重複が多い。理由としては、文化8年以降に継ぎ足されてきた影響や、転写した時期による点数の異同、転写者の興味関心による掲載内容の取捨選択、本書からの転写に自身の写生や他図譜からの転写を加えたなどが考えられている。

### 転写本
本書の転写本には、転写者の意向や後世の転写、転写部分のタイトルが失われているなどの理由から、「千虫譜」ではない別の書名で流布している場合が多い。それはたとえば、『栗氏虫譜』『丹洲虫譜』のような丹洲に因む書名が付けられているものから、『虫類図譜』『昆虫魚介図』など、一見すると丹洲とは無関係であると思われてしまうものまで実に様々である。

## 著作

### 本草
- 『合類水虎説』[12]
- 『丹洲翁七種雑考』[13]
- 『人参弁』[12]
- 『本草存真図』[12]

### 植物
- 『カラフト草木図』[12]
- 『蝦夷草木図』[14]
- 『研芳園蒲桃記』[12]
- 『園生の錦』[12]
- 『仙台蕈譜会津産併入百品画』[12]
- 『洋名入草木図』[15]

### 動物
- 『千虫譜』[16]
- 『麞説』[12]
- 『翡鰮二考』[17]
- 『竜絵巻物』[12]
- 『巧婦鳥巣説』[12]
- 『水虎考』[12]
- 『列木蝋考』（『あやかし考』）[12]
- 『信天縁海鵞図説』[18]
- 『鳥譜』[12]
- 『栗氏禽譜』[19]
- 『百鳥譜』[20]
- 『鳥獣魚写生図』[21]
- 『虫豸図譜』[12]
- 『栗氏虫譜』[22]
- 『丹洲虫譜』[12]
- 『毒蛇法部図説』（『ハブ拙考』）[23]
- 『異鳥図譜』[24]
- 『水虎雷獣』[25]
- 『海獣』[25]
- 『鳥の和歌』[25]
- 『鶏属集説』[25]
- 『松虫鈴虫考』[25]
- 『水虎奇譚』[26]

### 魚介
- 『玉余魚図彙』[27]
- 『鰣魚志』[28]
- 『翻車考』[29]
- 『皇和魚譜』[30][31]
- 『魚譜』[32]
- 『栗氏魚譜』[33]
- 『丹洲魚譜』[12]
- 『鯨譜』[12]
- 『異魚図賛』[34]
- 『異魚図纂・勢海百鱗』[35]
- 『魚貝譜』[26]
- 『蛸海月烏賊類図巻』[36]
- 『魚鳥獣草木図譜』[12]
- 『天産図譜』[26]
- 『海産生物譜』[26]
- 『紅鯊魚図譜』[24]
- 『貝譜』[25]
- 『鯛譜』[25]
- 『介譜』[25]
- 『印魚譜』[25]

### その他
- 『薬品会目録』[12]
- 『古代遺什』[12]
- 『生物図巻』[12]
- 『天狗風石括攷』[12]
- 『諸国図纂』[25]

## 家族
- 実父：田村藍水 - 本草学者。
- 実兄：田村西湖 - 本草学者。
- 養父：栗本昌友 - 奥医師。
- 義兄：栗本亥五郎元格 - 河野仙寿院通頼三男[1]。
- 妻：朝代？ - 栗本昌友娘。天保2年（1831年）9月25日70歳で没[6]。
- 長男：栗本昌大（まさひろ）[1] - 天保2年（1831年）2月4日53歳で没[6]。元格、瑞見の名は継いだが[2]、医業は継がなかった[37]。
- 長女 - 尾張藩士寺山定四郎正晴妻[1]
- 次男：栗本元東[1]
- 次女[1]
- 次男：大淵友玄常春[2] - 幼名源次郎[1]。
- 三女[1]
- 四女[1]